# Allobates olfersioides
Espèce
Statut de conservation UICN

 VU A2a; B2ab(iii) : Vulnérable
Allobates olfersioides est une espèce d'amphibiens de la famille des Aromobatidae.

## Répartition
Cette espèce est endémique des forêts atlantiques du Brésil. Elle se rencontre entre le niveau de la mer et 1 000 m d'altitude dans les États de Rio de Janeiro, du Minas Gerais, d'Espírito Santo, de Bahia, du Sergipe et d'Alagoas.

## Synonymes
Cette espèce connait de nombreux synonymes :
- Eupemphix olfersioides Lutz, 1925
- Colostethus olfersioides (Lutz, 1925)
- Phyllobates olfersioides (Lutz, 1925)
- Phyllobates alagoanus Bokermann, 1967
- Colostethus alagoanus (Bokermann, 1967)
- Allobates alagoanus (Bokermann, 1967)
- Phyllobates capixaba Bokermann, 1967
- Colostethus capixaba (Bokermann, 1967)
- Allobates capixaba (Bokermann, 1967)
- Phyllobates carioca Bokermann, 1967
- Colostethus carioca (Bokermann, 1967)
- Allobates carioca (Bokermann, 1967)

## Publication originale
- Lutz, 1925 : Batrachiens du Brésil. Compte Rendu des Séances de la Société de Biologie Paris, vol. 93, no 21, p. 137-139.